# Plaquette Februaristaking
Plaquette Februaristaking is een artistiek kunstwerk in Amsterdam-Centrum.
De bronzen plaquette werd in 1976 aangebracht in de zuidelijk gevel van de Noorderkerk in Amsterdam. Maker/ontwerper is Ezechiël Jacob Hoek. Het refereert aan een openbare bijeenkomst alhier van de Communistische Partij op 24 februari 1941. Het was de vooravond van de Februaristaking tijdens de Tweede Wereldoorlog waarbij de bezetter die partij al verboden had. Op hetzelfde bijgebouwtje van de kerk bevindt zich het Oorlogsgedenkteken omgekomen Jordaanbewoners van dezelfde kunstenaar, maar 25 jaar ouder.
De plaquette, die provisorisch exemplaar verving, werd op 25 februari 1976 onthuld door loco-burgemeester Harry Verheij.

De tekst: 
Maandag 24 februari 1941,
’s avonds om 6 uur, 
spraken leden van de toen verboden Communistische partij van Nederland
hier 250 medeburgers toen. 
Zij riepen op tot een proteststaking
tegen het wegvoeren van 400 Joodse
Amsterdammers door de Duitse bezetter
De volgende ochtend brak
de Februaristaking uit.